# Лејм Дир (Монтана)
Лејм Дир (енгл. Lame Deer) насељено је место без административног статуса у америчкој савезној држави Монтана.

## Демографија
По попису из 2010. године број становника је 2.052, што је 34 (1,7%) становника више него 2000. године.
| Група             | 2000.      | 2010.     |
| Белци             | 113 (5,6%) | 88 (4,3%) |
| Афроамериканци    | 1 (0,0%)   | 7 (0,3%)  |
| Азијати           | 1 (0,0%)   | 2 (0,1%)  |
| Хиспаноамериканци | 44 (2,2%)  | 70 (3,4%) |
| Укупно            | 2.018      | 2.052     |